# Tibenham
Tibenham is een civil parish in het bestuurlijke gebied South Norfolk, in het Engelse graafschap Norfolk met 494 inwoners.